# Grabovnica (Serbia)
Grabovnica (cyr. Грабовница) – wieś w Serbii, w okręgu toplickim, w gminie Kuršumlija. W 2011 roku liczyła 120 mieszkańców.